# EBU Circuit 1996/97
Der EBU Circuit 1996/1997 war die zehnte Auflage dieser europäischen Turnierserie im Badminton.

## Die Wertungsturniere
| Nr. | Turnier                              | Austragungsort             |
| --- | ------------------------------------ | -------------------------- |
| 1   | Malmö International 1996             | Malmö                      |
| 2   | Czech International 1996             | Nymburk                    |
| 3   | Slovak International 1996            | Nitra                      |
| 4   | Slovenia International 1996          | Ljubljana                  |
| 5   | Hungarian International 1996         | Budapest                   |
| 6   | Norwegian International 1996         | Sandefjord                 |
| 7   | Scottish Open 1996                   | Glasgow                    |
| 8   | Welsh International 1996             | Cardiff                    |
| 9   | Irish Open 1996                      | Lisburn                    |
| 10  | Spanish International 1996           | San Lorenzo de El Escorial |
| 11  | Portugal International 1997          | Caldas da Rainha           |
| 12  | La Chaux-de-Fonds International 1997 | La Chaux-de-Fonds          |
| 13  | French Open 1997                     | Paris                      |
| 14  | Amor International 1997              | Groningen                  |
| 15  | Austrian International 1997          | St. Pölten                 |